# His Dark Materials : À la croisée des mondes
Pour l’article homonyme, voir À la croisée des mondes.
His Dark Materials : À la croisée des mondes (His Dark Materials) est une série télévisée de fantasy britannique en 23 épisodes d'environ 50 minutes créée par Philip Pullman et diffusée entre le 3 novembre 2019 et le 26 décembre 2022 sur BBC One et HBO. Il s'agit de l’adaptation de la trilogie de romans du même nom de Philip Pullman. La série est produite par New Line Cinema, ainsi que Jane Tranter (en) et Julie Gardner de la société de production Bad Wolf (en), pour la chaîne BBC One. HBO se charge de coproduire la série et d'assurer sa diffusion américaine ainsi que sa distribution internationale.
Un film adaptant le premier roman, Les Royaumes du Nord, est sorti au cinéma en 2007 sous le titre À la croisée des mondes : La Boussole d'or. Il n'a pas connu de suite.
En France, la série est diffusée à partir du 5 novembre 2019 sur OCS City, au Québec à partir du 5 novembre 2019 à Super Écran,, et en Belgique francophone à partir du 5 novembre 2019 sur Be Séries.
La série reçoit des critiques généralement positives.

## Synopsis
His Dark Materials présente une multitude de mondes parallèles, l'action se déplaçant d'un monde à l'autre. L'histoire commence dans un monde alternatif gouverné par un organisme religieux et politique autoritaire appelé le Magisterium ; dans cet univers, les âmes humaines sont matérialisées en prenant la forme d'animaux appelés dæmons.
Lyra Belacqua, une jeune orpheline éduquée par les érudits du Jordan College d'Oxford, découvre par hasard l'organisation d'un complot visant à l'enlèvement d'enfants de toute l'Angleterre à la suite de la disparition de son meilleur ami Roger. Se lançant à sa recherche, elle se découvre bien vite liée à Lord Asriel, Marisa Coulter, ainsi qu'à une prophétie de sorcières selon laquelle elle serait destinée à changer le monde. Un outil étrange, l'aléthiomètre, et une substance mystérieuse appelée la Poussière, qui semble retenir toute l'attention du Magisterium, va la mener dans un voyage pour le Grand Nord et plus loin encore, dans d'autres univers. La prophétie des sorcières lie également le destin de Lyra à Will Parry, un garçon de notre monde, lui-même poursuivi par des personnages liés à son père disparu.

## Distribution

### Acteurs principaux
- Dafne Keen (VF : Clara Quilichini) : Lyra Belacqua
- Ruth Wilson (VF : Ingrid Donnadieu) : Marisa Coulter (21 épisodes)
- Amir Wilson (en) (VF : Simon Koukissa-Barney) : Will Parry (19 épisodes)
- Will Keen (VF : Jérôme Keen) : le Père Hugh MacPhail (16 épisodes)
- Ruta Gedmintas (VF : Céline Mauge) : Serafina Pekkala, la reine des sorcières du Lac Enara[7] (12 épisodes)
- James McAvoy (VF : Alexis Victor) : Lord Asriel Belacqua (principal saisons 1 et 3, invité saison 2, 9 épisodes)
- Ariyon Bakare (VF : Daniel Njo Lobé) : Lord Carlo Boreal / Sir Charles Latrom (saisons 1 et 2, 12 épisodes)
- Simone Kirby (en) (VF : Laurence Dourlens) : Dr Mary Malone (saisons 2 et 3, 12 épisodes)
- Lin-Manuel Miranda (VF : Pascal Nowak) : Lee Scoresby (principal saisons 1 et 2, invité saison 3, 11 épisodes)
- Lewin Lloyd (VF : Kaycie Chase) : Roger Parslow, le meilleur ami de Lyra (principal saisons 1 et 3, invité saison 2, 11 épisodes)
- Andrew Scott (VF : Frédéric Popovic) : John Parry / Stanislaus Grumman (récurrent saison 1, principal saison 2, invité saison 3, 7 épisodes)
- Jade Anouka (en) (VF : Amélia Ewu) : Ruta Skadi (saisons 2 et 3, 8 épisodes)
- Lia Williams (VF : Juliette Degenne) : Dr Cooper, une scientifique de Bolvangar (saisons 1 et 3, 5 épisodes)
- James Cosmo (VF : Philippe Catoire) : Farder Coram (saison 1, 6 épisodes)
- Lucian Msamati (en) (VF : Pascal Casanova) : John Faa, le roi des gitans (saison 1, 6 épisodes)
- Daniel Frogson (VF : Victor Quilichini) : Tony Costa, fils de Ma Costa et frère de Billy Costa (saison 1, 6 épisodes)
- Anne-Marie Duff (VF : Patricia Piazza) : Ma Costa (saison 1, 5 épisodes)
- Chipo Chung : l'ange Xaphania (saison 3, 6 épisodes)
- Jamie Ward : le Père Gomez (saison 3, 6 épisodes)
- Adewale Akinnuoye-Agbaje : le Roi Ogunwe (saison 3, 5 épisodes)
- Jonathan Aris : Lord Roke, espion Gallivespien (saison 3, 5 épisodes)
- Kobna Holdbrook-Smith : l'ange Balthamos, compagnon de Baruch (saison 3, 4 épisodes)

Photos des acteurs principaux
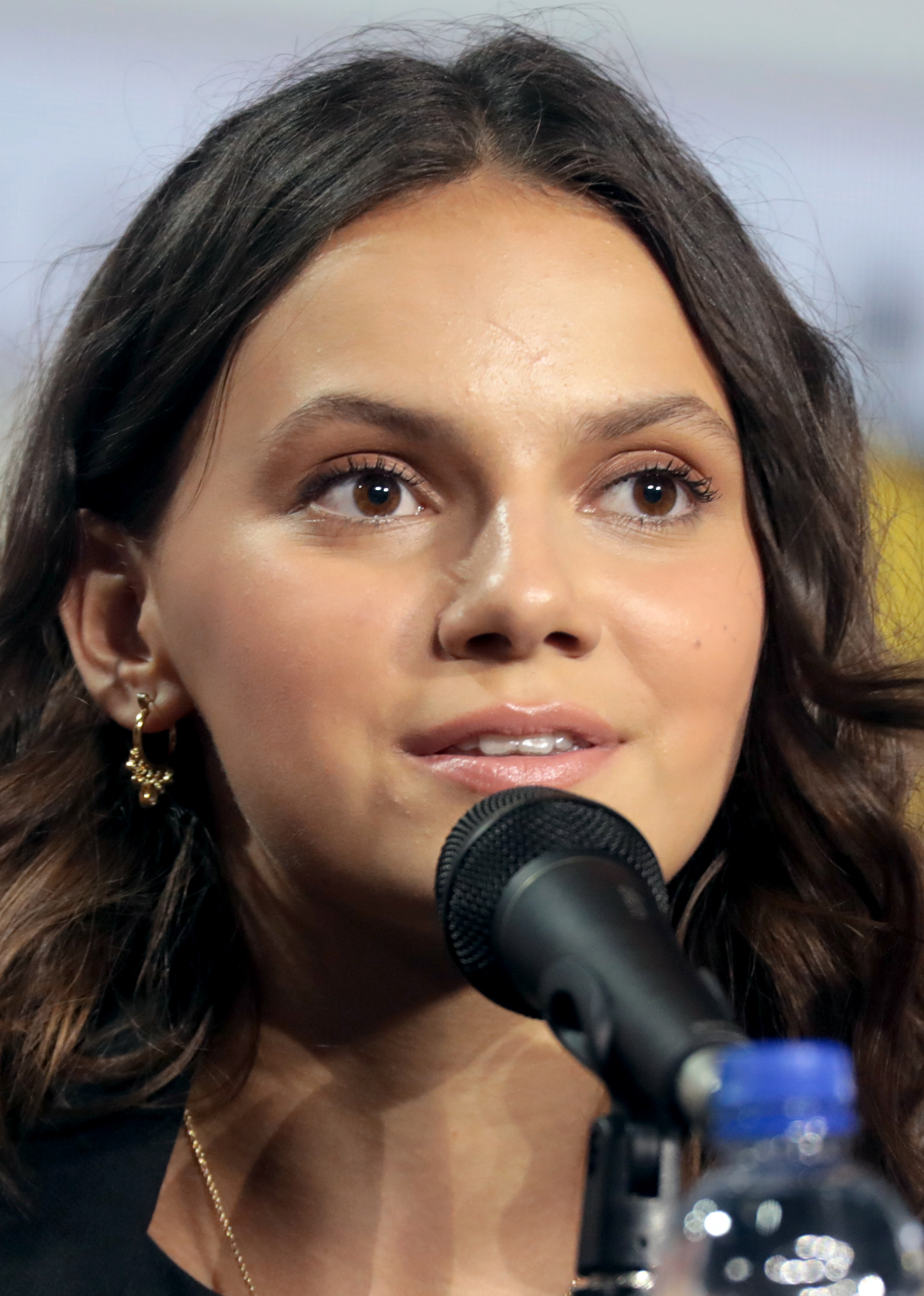
Dafne Keen interprète Lyra Belacqua.
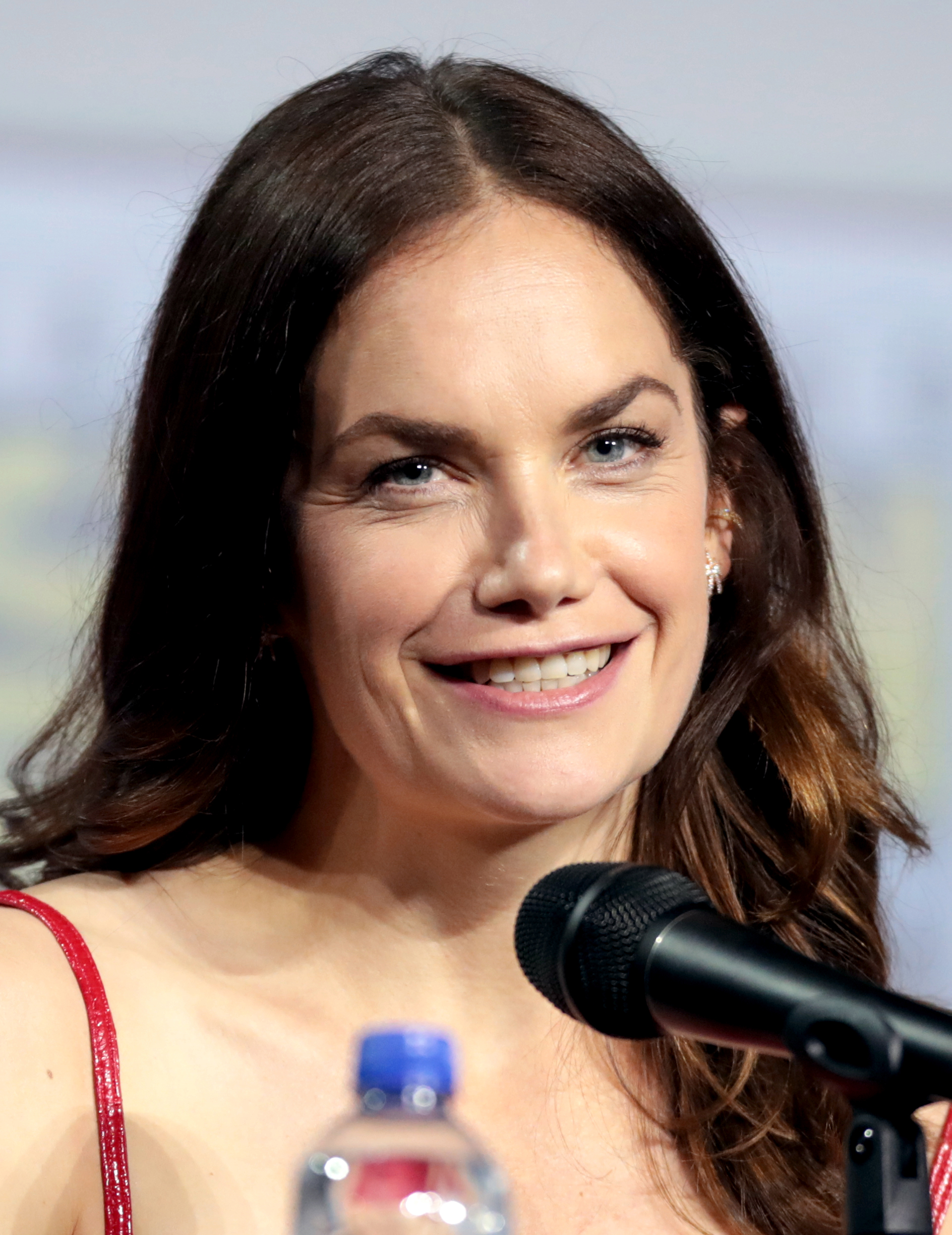
Ruth Wilson interprète Marisa Coulter.
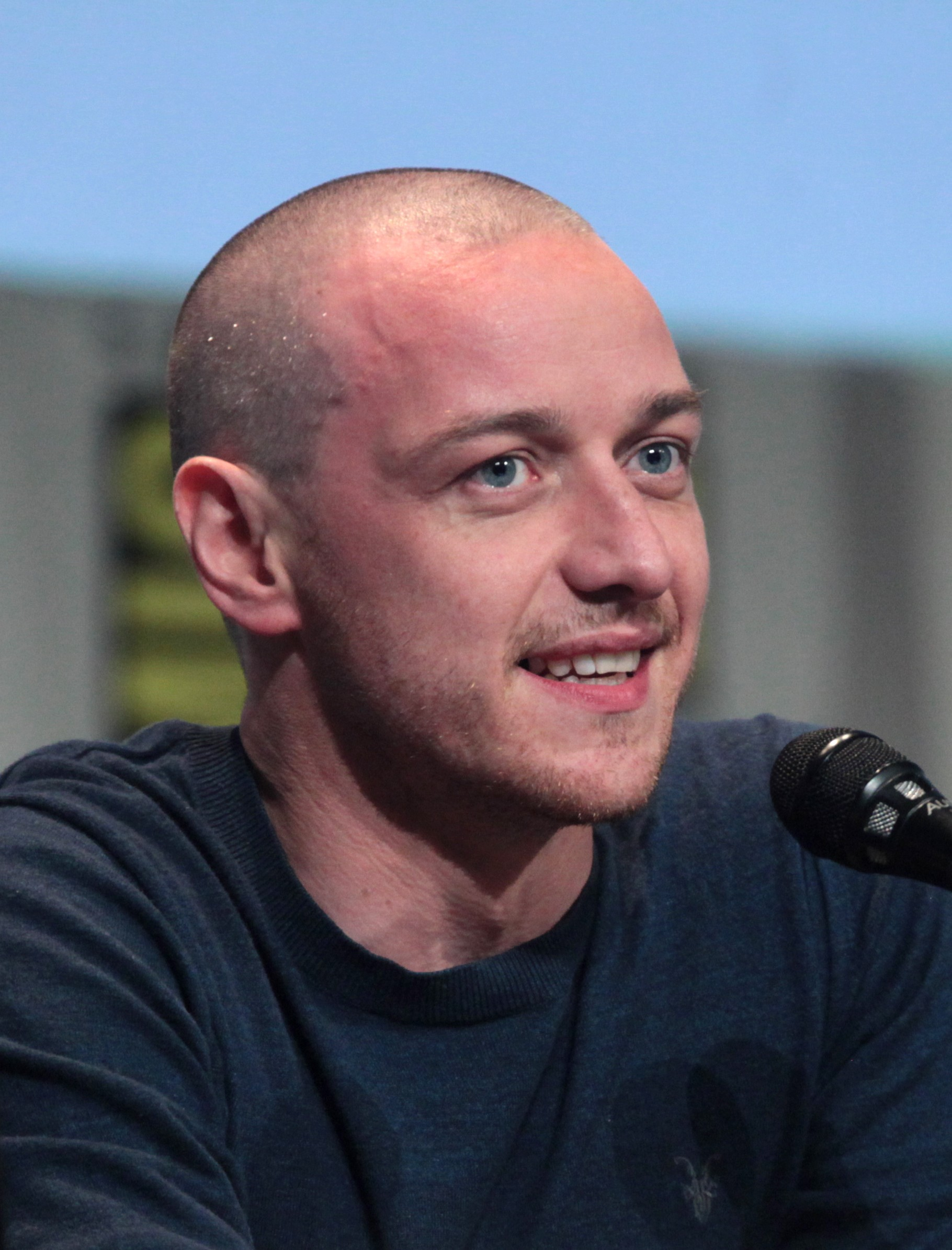
James McAvoy interprète Lord Asriel.
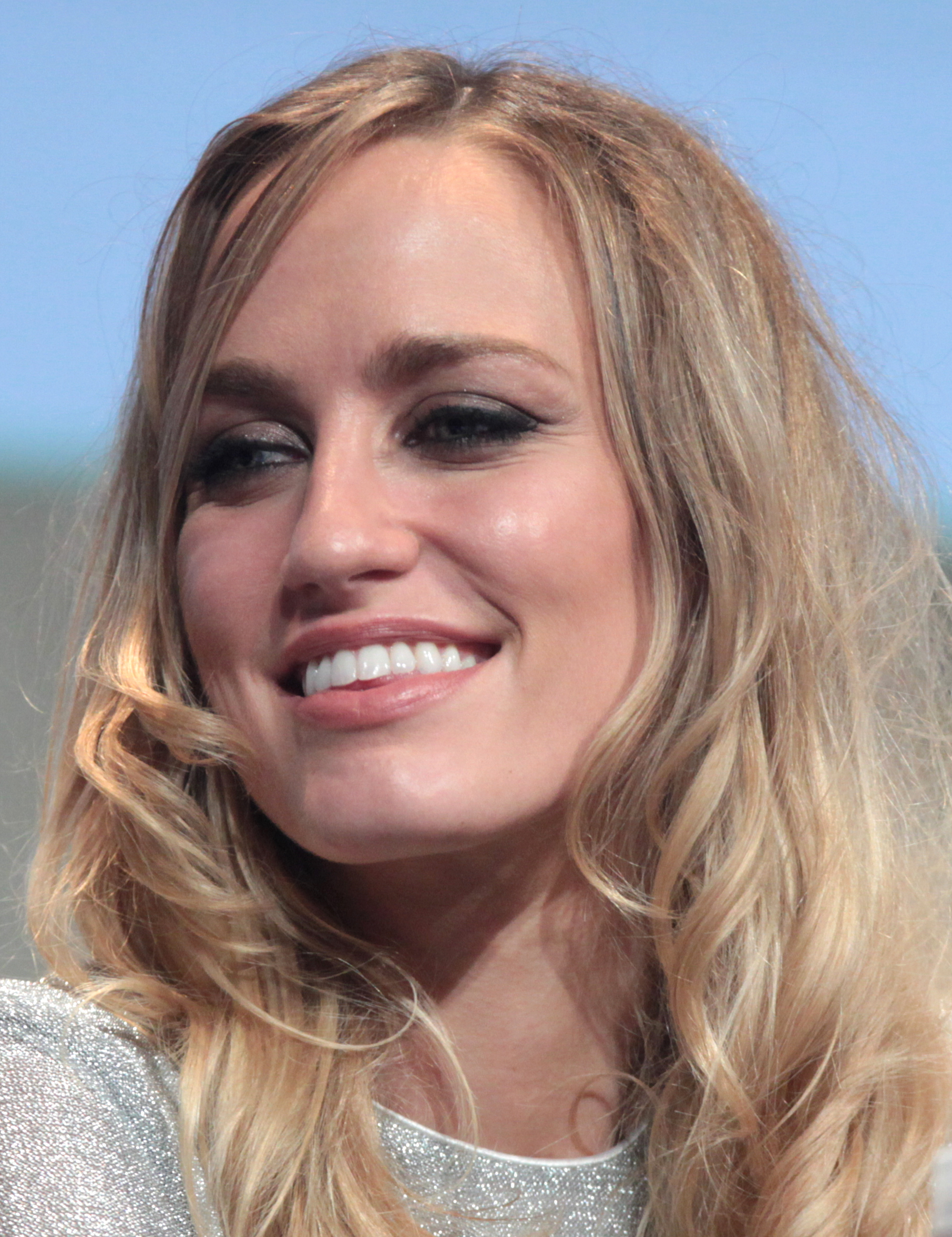
Ruta Gedmintas interprète la sorcière Serafina Pekkala.
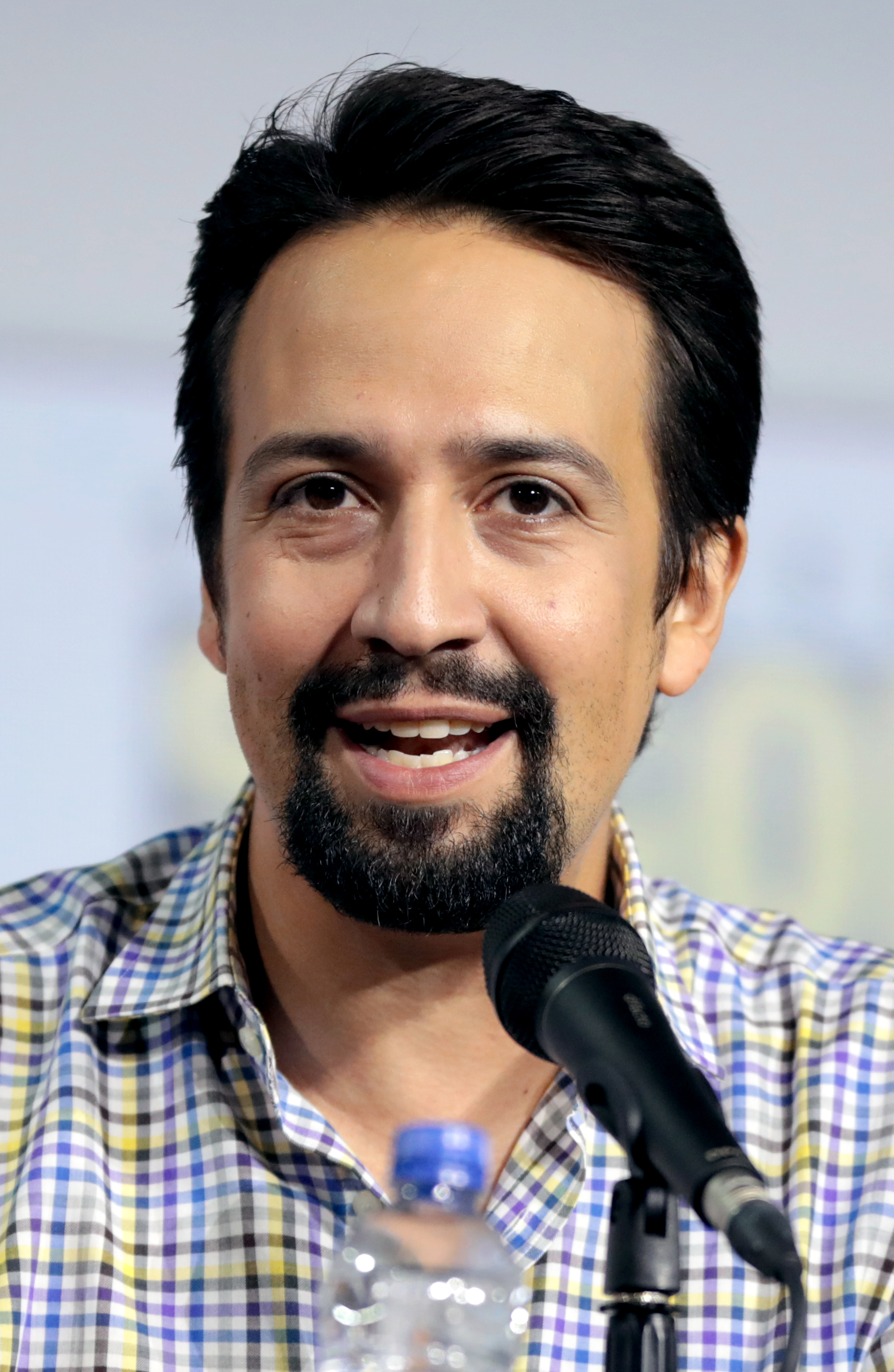
Lin-Manuel Miranda interprète l'aéronaute Lee Scoresby.
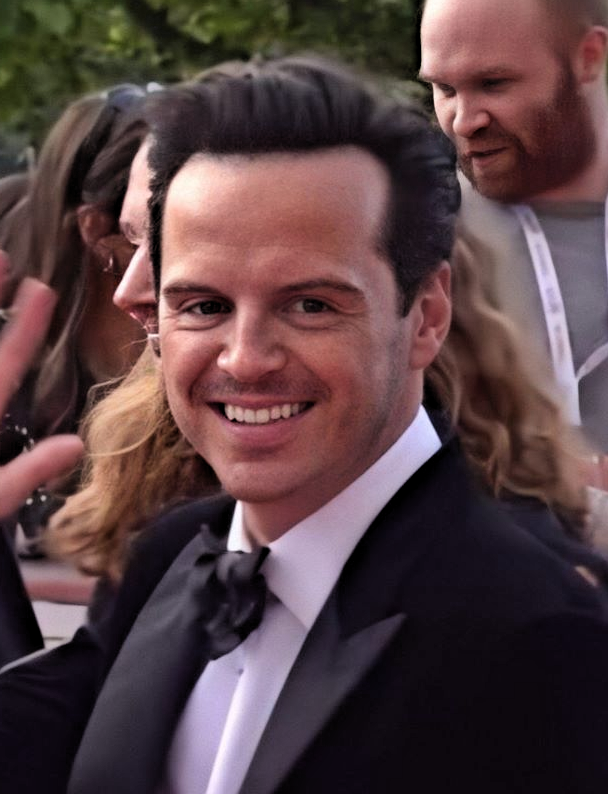
Andrew Scott interprète John Parry.
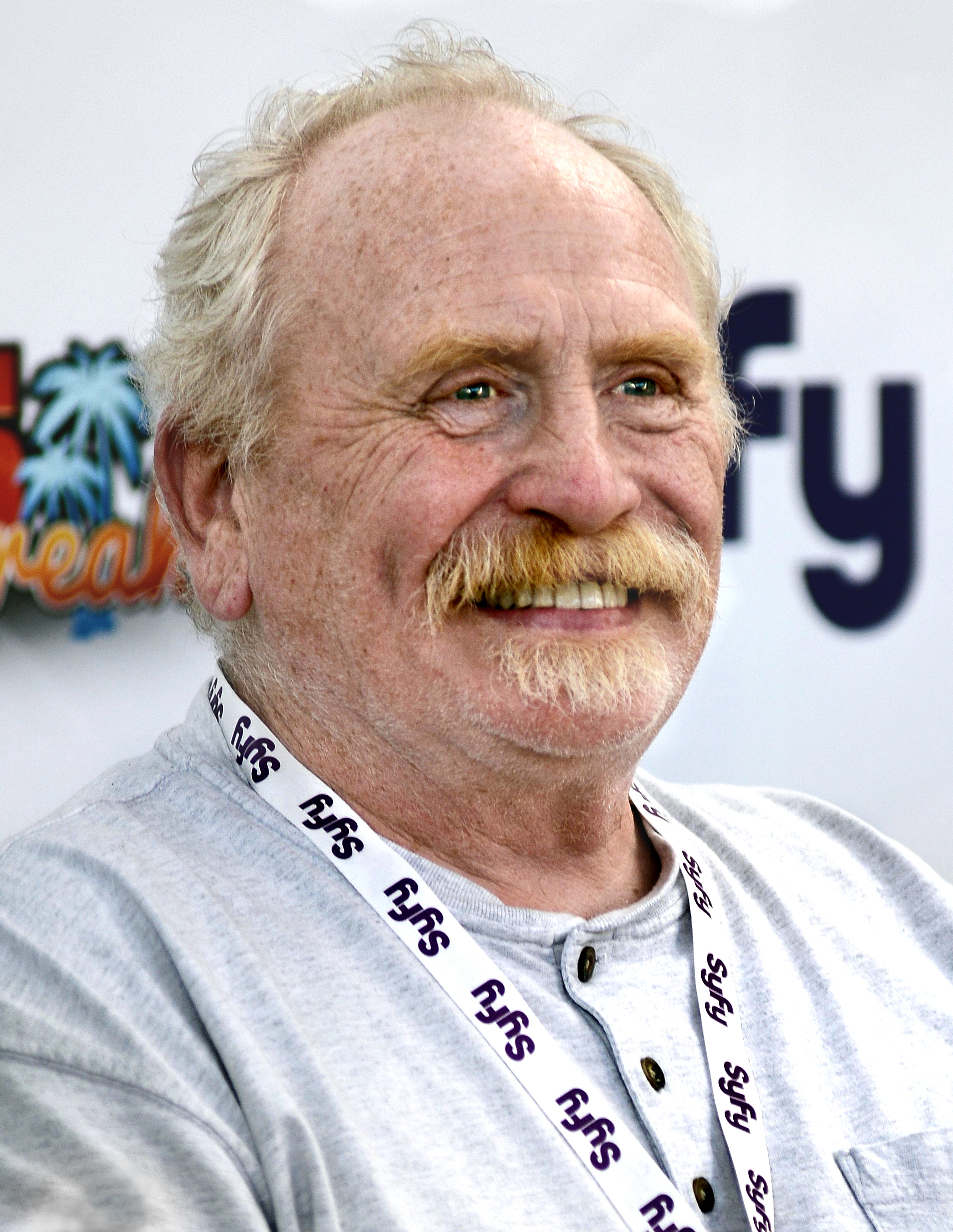
James Cosmo interprète Farder Coram.
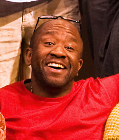
Lucian Msamati interprète le roi des Gitans John Faa.
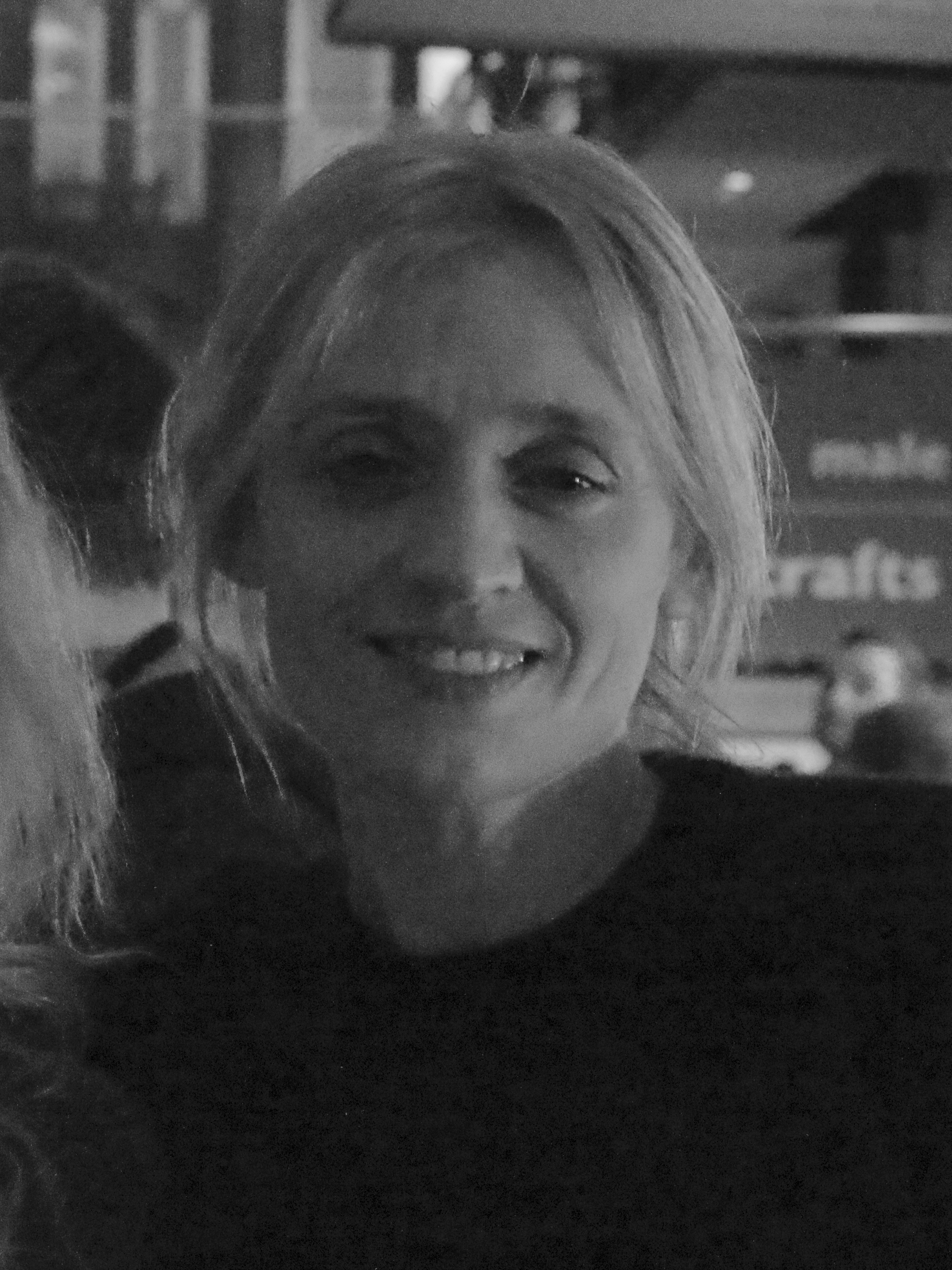
Anne-Marie Duff interprète Ma Costa.
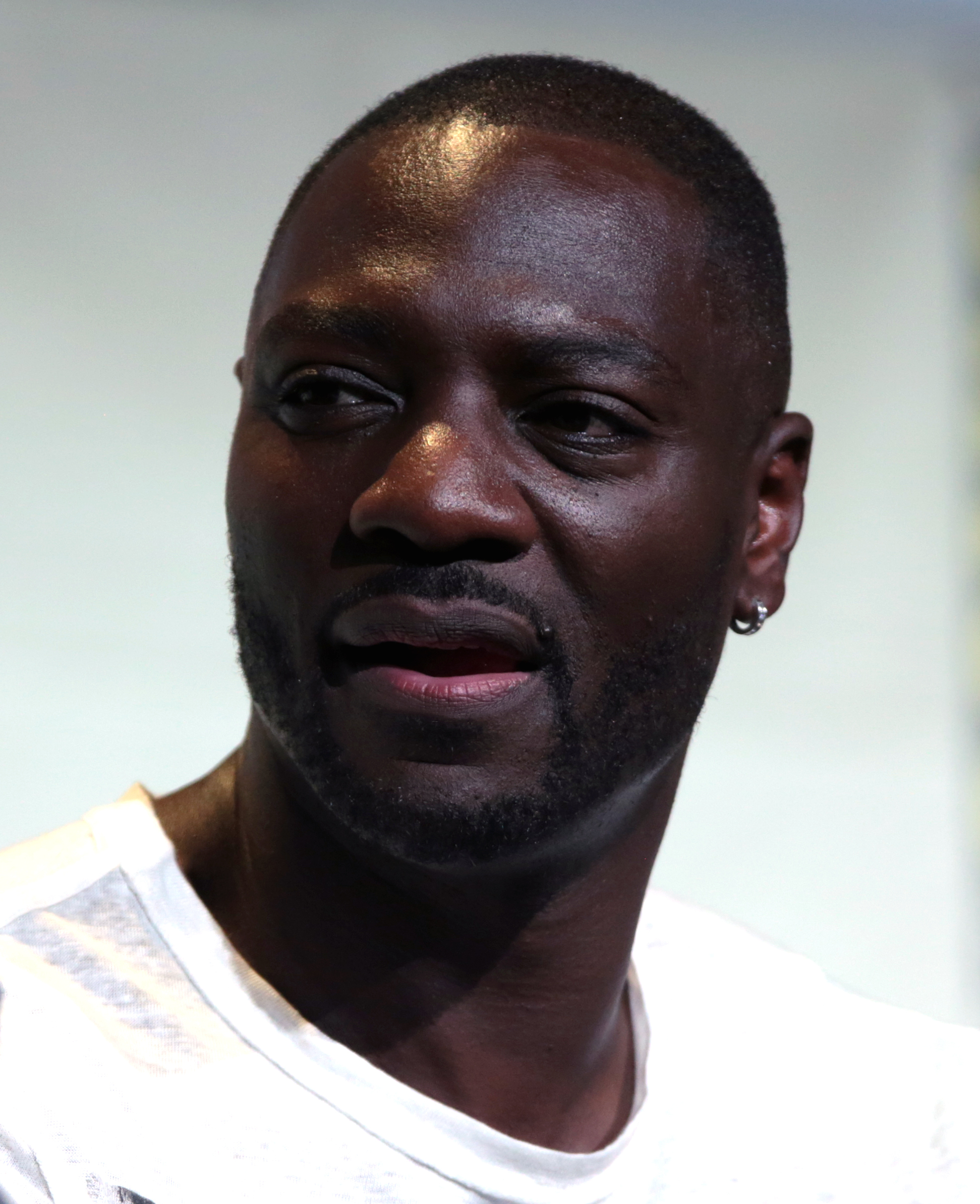
Adewale Akinnuoye-Agbaje interprète le commandant Ogunwe.

### Acteurs récurrents

#### Introduits dans la première saison
- Frank Bourke (VF : Yann Guillemot) : Fra Pavel (saison 1 à 3, 10 épisodes)
- Nina Sosanya (VF : Géraldine Asselin) : Elaine Parry, la mère de Will (saison 1 à 3, 6 épisodes)
- David Langham (VF : Jean-François Lescurat) : le Père Garret (saison 1 et 2, 6 épisodes)
- Gary Lewis (VF : Bertrand Dingé) : Thorold (saison 1 et 2, 4 épisodes)
- Robert Emms (VF : Jérémy Bardeau) : Thomas (6 épisodes)
- Mat Fraser (en) (VF : Gilduin Tissier) : Raymond Van Gerrit (5 épisodes)
- Morfydd Clark (VF : Clara Soares) : Sœur Clara (4 épisodes)
- Geoff Bell (VF : Laurent Manzoni) : Jack Verhoeven (4 épisodes)
- Clarke Peters (VF : Thierry Desroses) : Dr Carne, le Maître de Jordan College (3 épisodes)
- Tyler Howitt : Billy Costa (3 épisodes)
- Ian Peck : le cardinal Sturrock (récurrent saison 1, invité saison 2, 3 épisodes)
- Ray Fearon (VF : Jean-Paul Pitolin) : M. Hanway (3 épisodes)
- Simon Manyonda (en) (VF : Guillaume Beaujolais) : Benjamin de Ruyter (3 épisodes)

Photos des acteurs introduits dans la saison 1
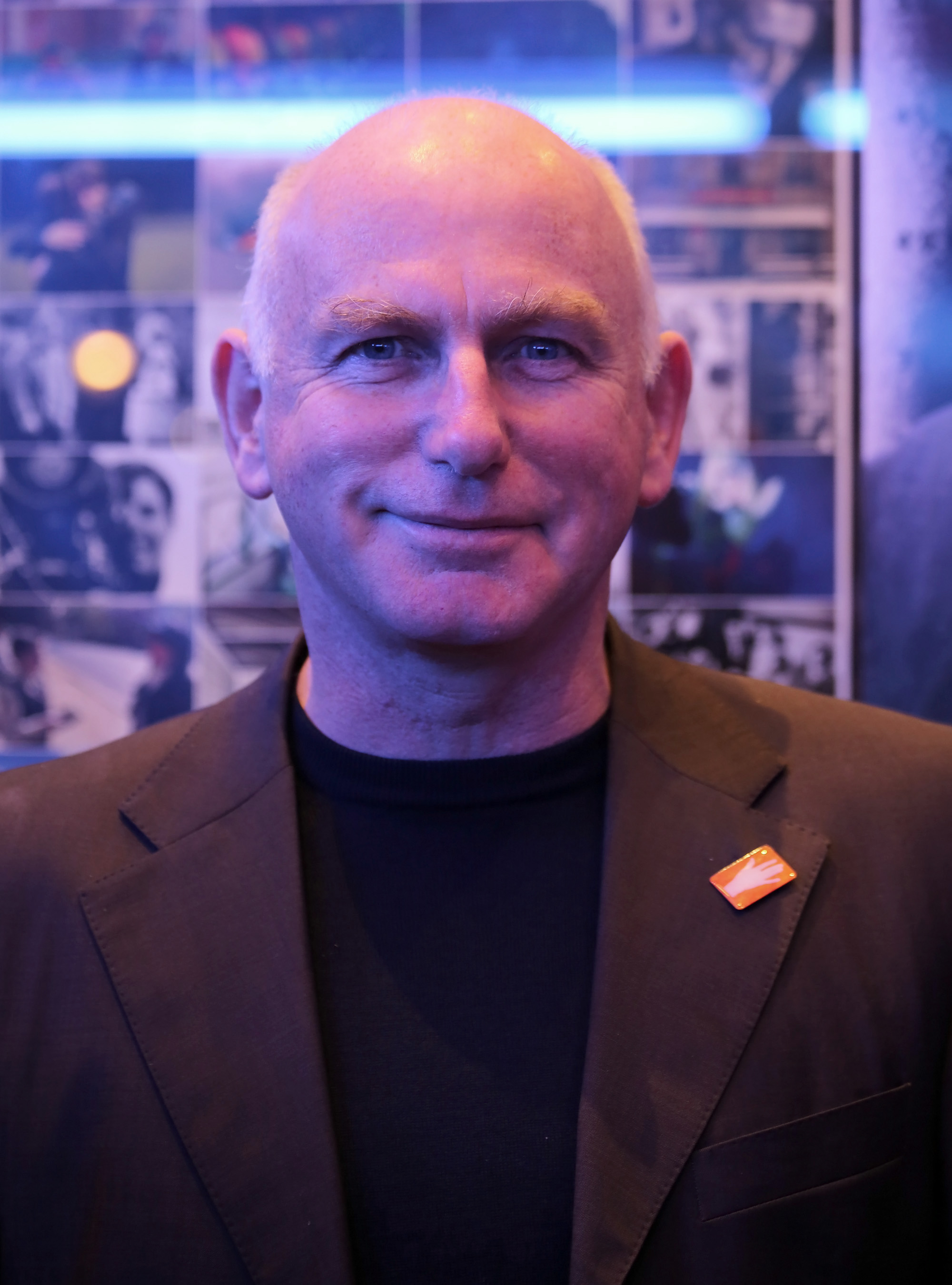
Gary Lewis interprète Thorold.
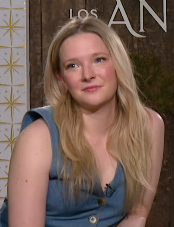
Morfydd Clark interprète Sœur Clara.
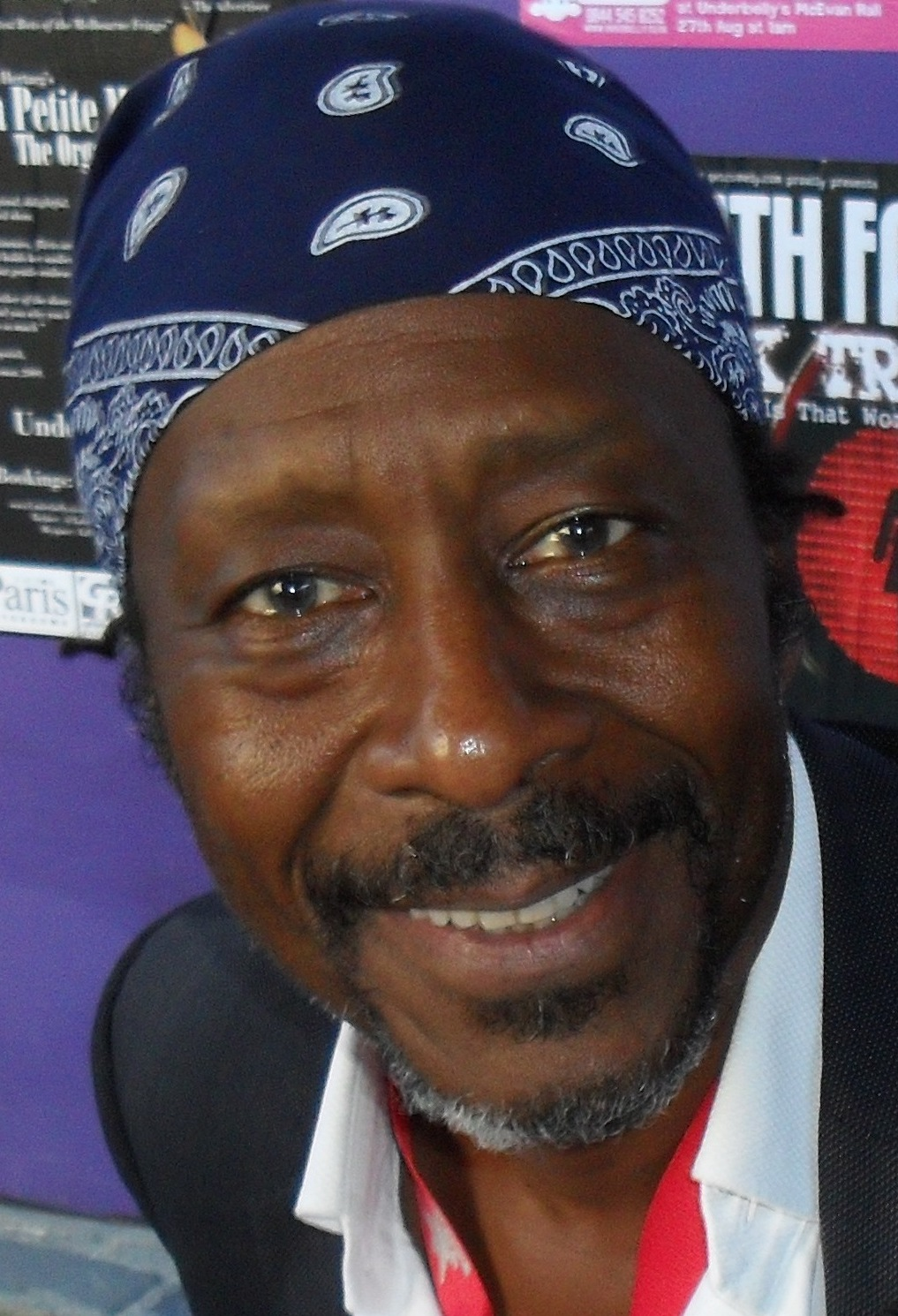
Clarke Peters interprète le Maître de Jordan College.

#### Introduits dans la deuxième saison
- Bella Ramsey (VF : Lisa Caruso) : Angelica (6 épisodes)
- Ella Schrey-Yeats (VF : Maryne Bertieaux) : Paola (5 épisodes)
- Sasha Frost (VF : Kahina Tagherset) : Reina Miti (5 épisodes)
- Remmie Milner : Lena Feldt (5 épisodes)
- Leanne Holder : une sorcière du clan de Serafina (5 épisodes)
- Sean Gilder : le Père Graves (3 épisodes)
- Lewis MacDougall : Tullio (3 épisodes)

Photos des acteurs introduits dans la saison 2
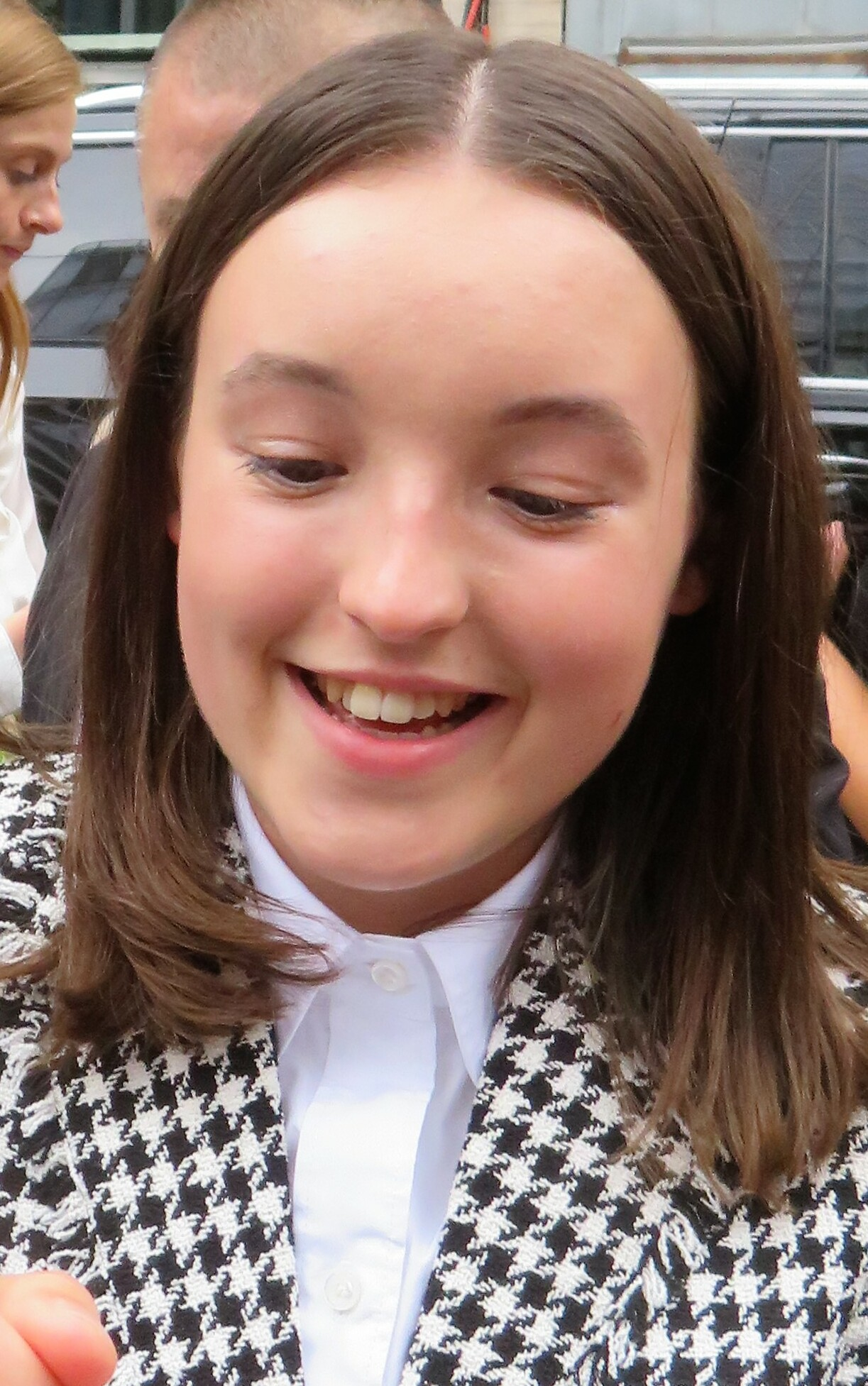
Bella Ramsey interprète Angelica.

#### Introduits dans la troisième saison
- Alex Hassell : Métatron
- Sian Clifford : Lady Salmakia, espion Gallivespien (3 épisodes)
- Simon Harrison : l'ange Baruch
- Amber Fizgerald-Woolfe : Ama
- Wade Briggs : l'Archange Alarbus
- Martin Bell : le Père Jérôme

Photos des acteurs introduits dans la saison 3
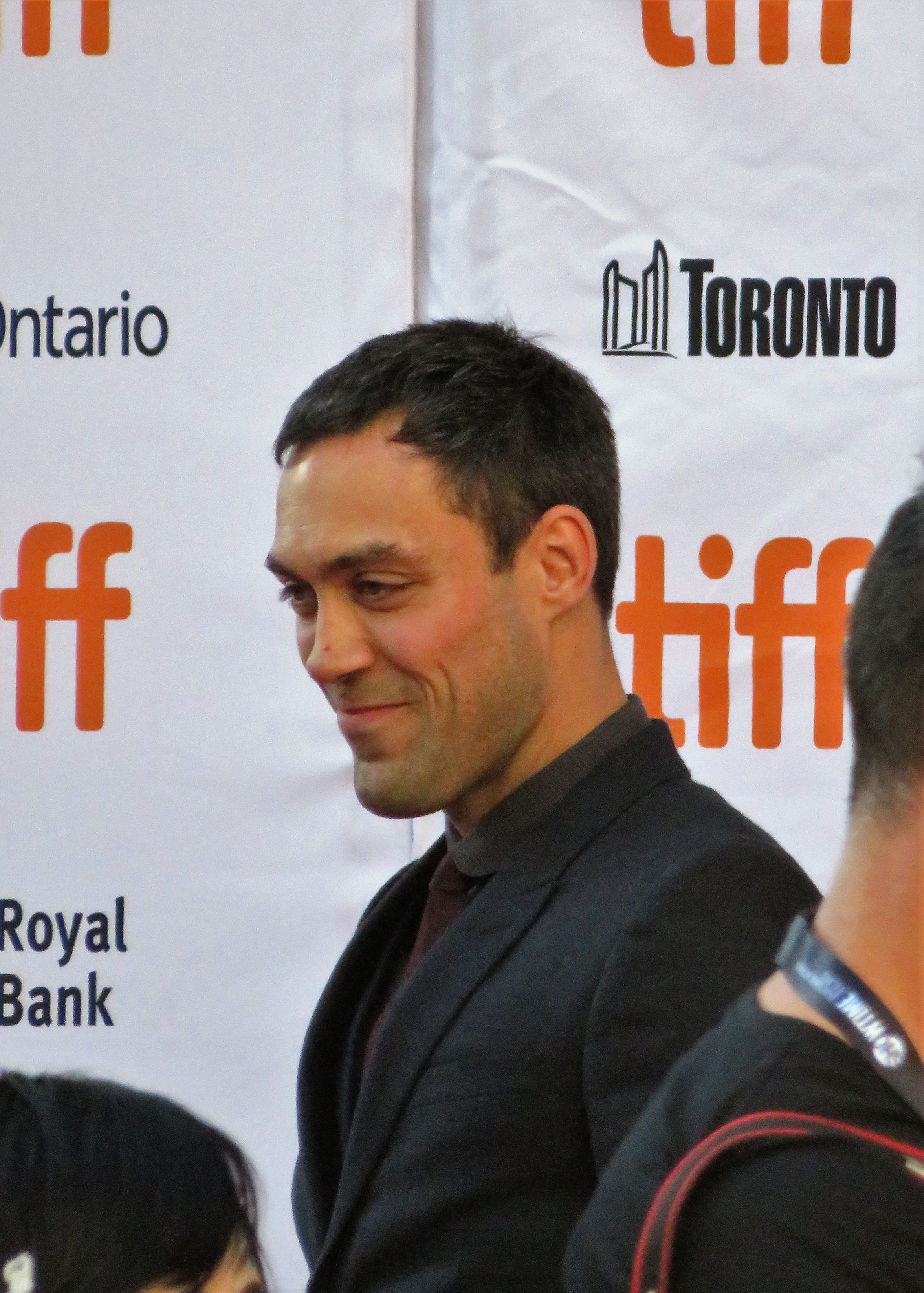
Alex Hassell interprète Métatron.

### Acteurs de doublage
- Kit Connor (VF : Fanny Bloc) : Pantalaimon, le dæmon de Lyra (22 épisodes)
- Joe Tandberg (VF : Paul Borne) : Iorek Byrnison (10 épisodes)
- Cristela Alonzo (VF : Bénédicte Charton) : Hester (saisons 1 et 2, 10 épisodes)
- Helen McCrory puis Victoria Hamilton : Stelmaria (8 épisodes)
- David Suchet (VF : Stéphane Ronchewski) : Kaisa (7 épisodes)
- Sophie Okonedo : Xaphania (saison 2, 5 épisodes)
- Eloise Little : Salcilia (saison 1, 4 épisodes)
- Kate Ashfield : Atal, un Mulefa (saison 3, 4 épisodes)
- Lindsay Duncan : Octavia (saisons 2 et 3, 3 épisodes)
- Joi Johannsson (VF : Frédéric Souterelle) : Iofur Raknison (saison 1, 2 épisodes)
- Phoebe Waller-Bridge (VF : Josy Bernard) : Sayan Kotor (saison 2, 2 épisodes)
- Sope Dirisu (VF : Baptiste Marc) : Sergi (saison 2, épisode 1 et saison 3, épisode 3)
- Libby Rodliffe : Lyuba (saison 1, épisode 1)
- Emma Tate : Ailes Gracieuses, la harpie (saison 3, épisodes 5 et 6)

Photos des acteurs de doublage
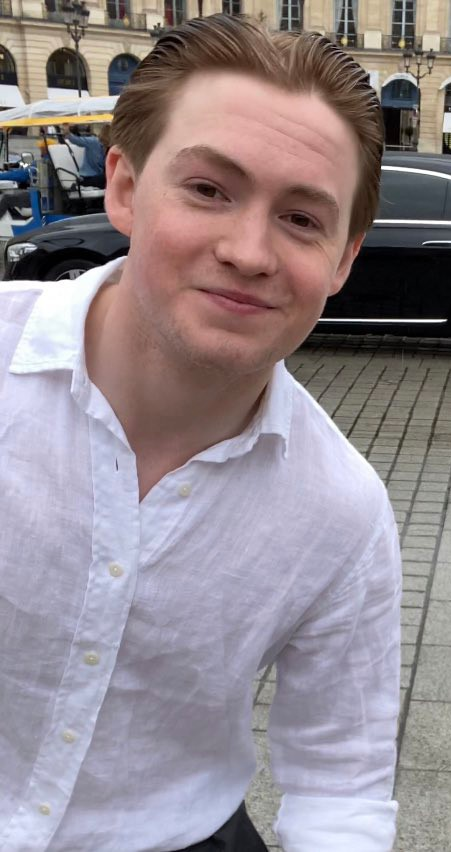
Kit Connor interprète Pantalaimon.
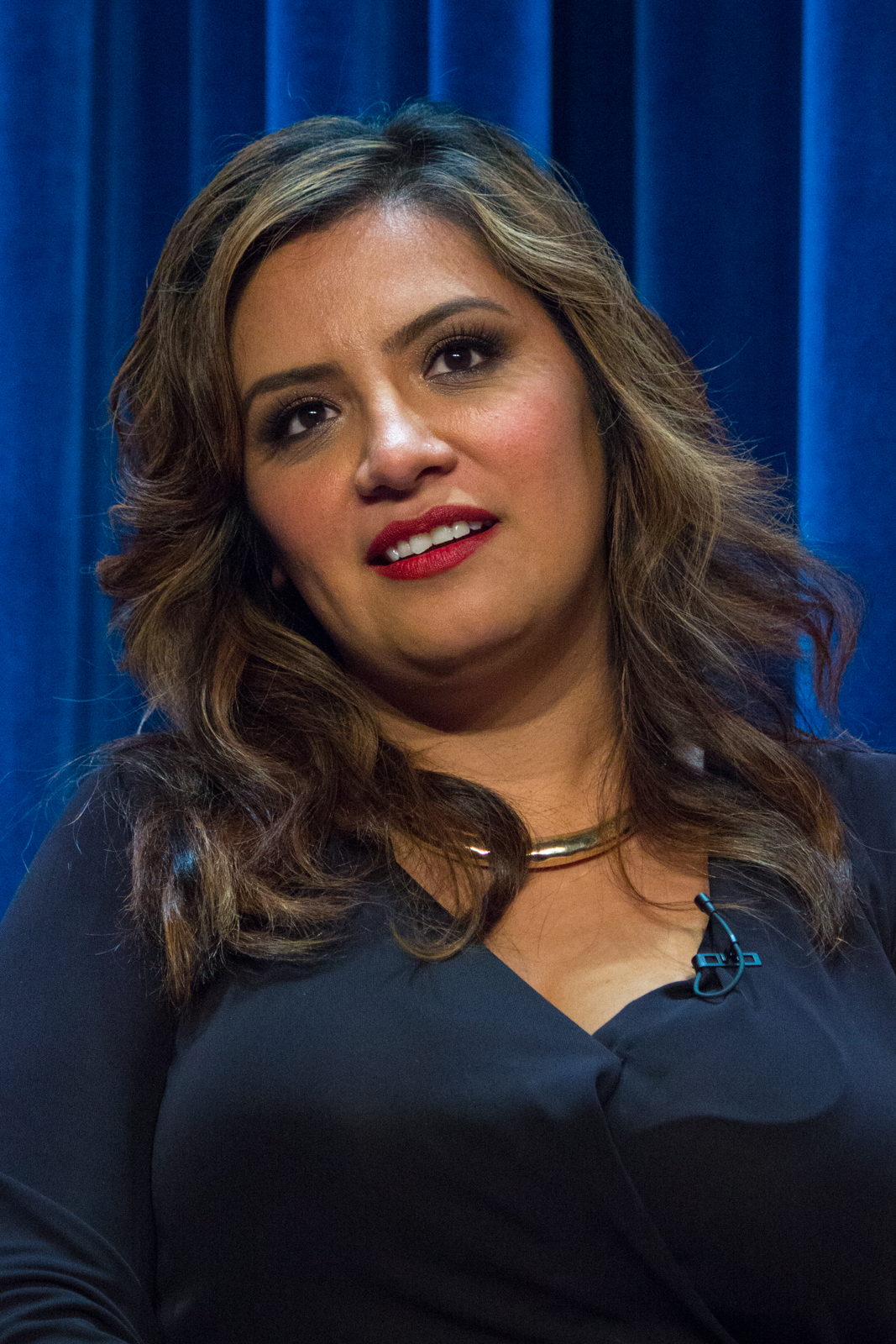
Cristela Alonzo interprète Hester.
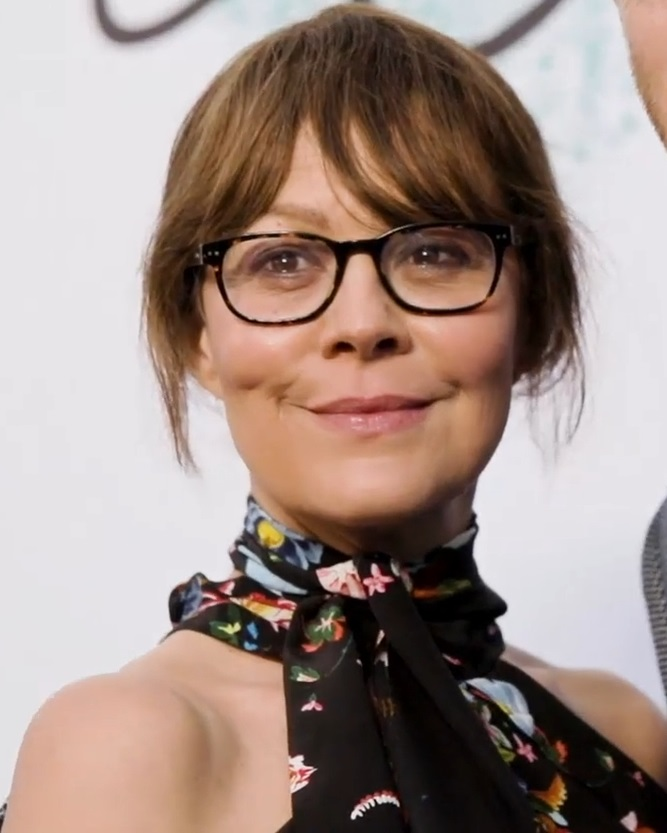
Helen McCrory interprète Stelmaria.
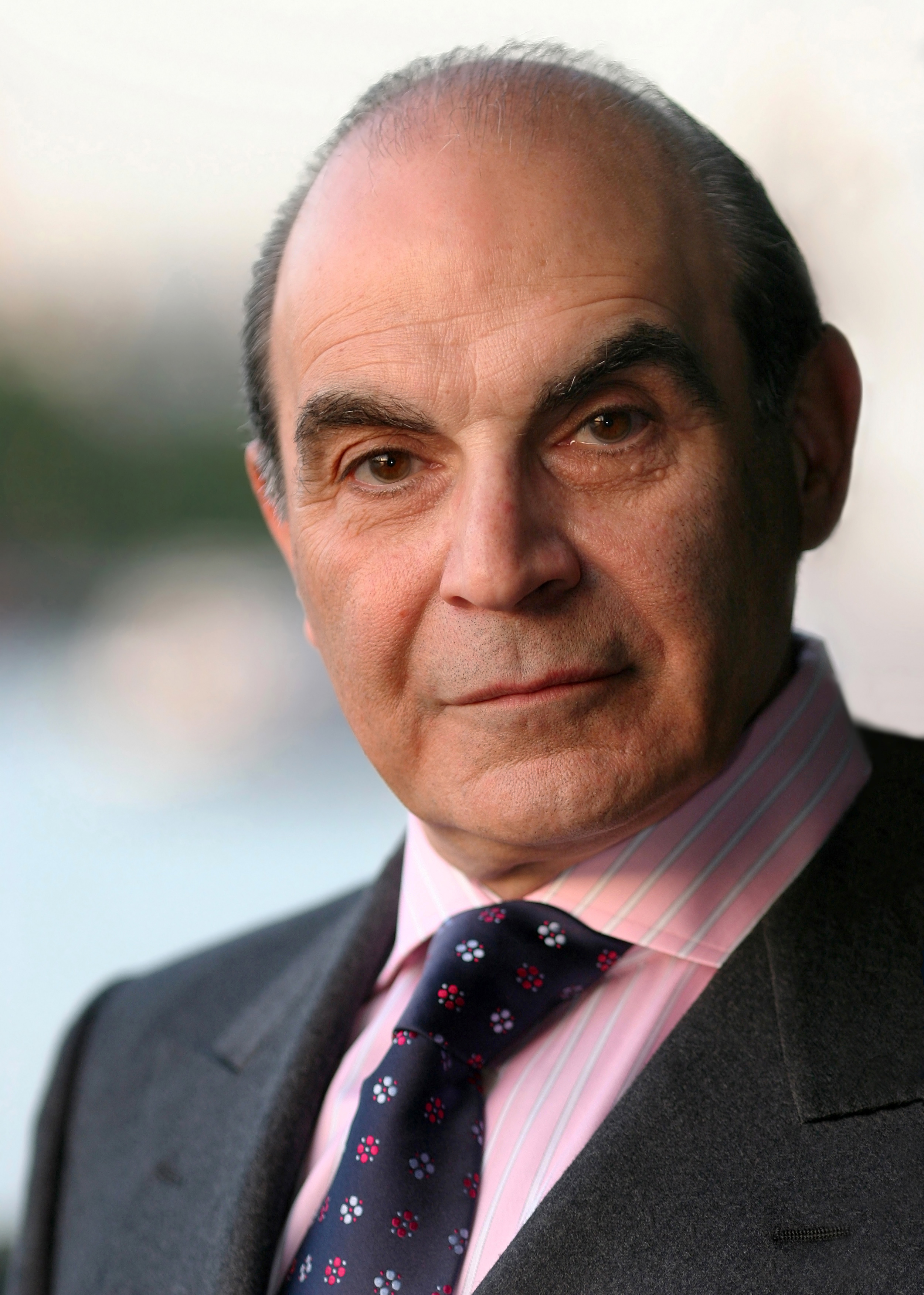
David Suchet interprète Kaisa.

### Invités spéciaux
- Georgina Campbell (VF : Myrtille Bakouche) : Adele Starminster (saison 1, épisode 2)
- Terence Stamp : Giacomo Paradisi (saison 2, épisode 4)
- Naomi Battrick : La Mort de Lyra (saison 3, épisode 4)
- Peter Wight : Le Passeur (saison 3, épisodes 4 et 5)

### Invités
- Ian Gelder (en) (VF : Vincent Violette) : Charles (saison 1, épisode 1)
- Patrick Godfrey : Butler (saison 1, épisode 1)
- Richard Cunningham : Chaplain (saison 1, épisode 1)
- Philip Goldacre : Sous-recteur (saison 1, épisode 1)
- Phoebe Scholfield : Alicia (saison 1, épisode 1)
- Sandra James-Young : Diane (saison 1, épisode 2)
- Mary Fernandez : Esme (saison 1, épisodes 2 et 6)
- Ruby Llewelyn : Rose (saison 1, épisodes 2 et 6)
- Harry Melling (VF : Nathanel Alimi) : Sysselman (saison 1, épisode 4)
- Cameron King : Toby (saison 1, épisode 5)
- Kate Rutter : Sœur Betty (saison 1, épisodes 5 et 6)
- Amit Shah : Dr Rendal (saison 1, épisode 6)
- Raffiella Chapman : Annie (saison 1, épisode 6)
- Martha Bright : Bella (saison 1, épisode 6)
- Eva Jazani : Bridget McGinn (saison 1, épisode 6)
- Amma Ris : Martha (saison 1, épisode 6)
- Asheq Akhtar : Jotham Santelia (saison 1, épisode 7)
- Cath Whitefield : WPC Jenkins (saison 1, épisode 8)
- Omid Djalili : Dr Martin Lanselius (saison 1, épisode 4 et saison 2, épisode 2)
- Marama Corlett (VF : Meaghan Dendraël): Katja Sirkka (saison 2, épisode 1)
- Jane How (VF : Blanche Ravalec) : Annabel Parry (saison 2, épisode 2)
- Brian Protheroe : Graham Parry (saison 2, épisode 2)
- Johanne Murdock : Alanna Perkins (saison 2, épisode 2)
- Robin Pearce (VF : Julien Mior) : Oliver Payne (saison 2, épisodes 2 et 4)
- Angus Wright (VF : Mathieu Buscatto) : Dr Haley (saison 2, épisode 3)
- Henry Miller : Porter (saison 2, épisode 3)
- Kirsty Besterman (VF : Josy Bernard) : Sam Cansino (saison 2, épisode 3)
- Nigel Cooke : Chasseur de Phoque (saison 2, épisode 3)
- Frankie Hervey : Louise (saison 2, épisode 3)
- Alfie Todd : Ben (saison 2, épisode 3)
- Julie Hale (VF : Jessie Lambotte) : la sœur de Mary Malone (saison 2, épisodes 3 et 5)
- John Macneill : Gardien (saison 2, épisode 5)
- Souad Faress : Larissa (saison 3, épisode 4)
- Gerard Horan : guichetier Nemo (saison 3, épisode 4)
- Sophie Brooke : fantôme Sally (saison 3, épisode 5)
- Sienna Collins : fantôme Olivia (saison 3, épisode 5)
- Agnes Evan : fantôme Maya (saison 3, épisode 5)
- Annabel Hill : le fantôme Alice (saison 3, épisodes 5 et 6)
- Flip Webster : le fantôme Hannah (saison 3, épisodes 5 et 6)

- Version française
  - Société de doublage : Chinkel[8]
  - Direction artistique : Jean-Pascal Quilichini
  - Adaptation : Clémentine Blayo, Amélie Audefroy-Wallet et Garance Merley

 Source et légende : version française (VF) sur RS Doublage et Doublage Séries Database

## Production

### Genèse et développement
En novembre 2015, la BBC annonce avoir commandé une adaptation télévisée de la série de romans À la croisée des mondes de Philip Pullman. La première saison en huit parties est initialement prévue pour être diffusée en 2017. Mais Jack Thorne, le scénariste principal, déclare en avril 2017 dans une interview accordée au magazine Radio Times que la série est encore en pré-production.
Le 8 mars 2018, le site deadline.com indique que le réalisateur Tom Hooper sera aux commandes de certains épisodes. Le 10 octobre 2018, Lin-Manuel Miranda déclare sur Twitter avoir terminé le tournage de ses scènes pour la première saison.
Le 27 juillet 2018, la BBC et Bad Wolf dévoilent la distribution de la série.
Avant même sa diffusion, la série a été renouvelée pour une seconde saison qui devait initialement compter huit épisodes, comme la première, mais qui finalement ne compte que sept épisodes, du fait de la pandémie de Covid-19.
Le 22 décembre 2020, HBO annonce le renouvellement de la série pour une troisième et dernière saison.

### Tournage
Le tournage a eu lieu au Royaume-Uni. Étant donné la dimension fantastique de la série, de nombreuses scènes ont été filmées à Cardiff dans les studios de la société de production Bad Wolf. Cependant, la majorité des scènes ont été tournées en extérieur à Oxford, dans le parc national des Brecon Beacons, à Blaenavon au sud-est du pays de Galles et Gloucester pour les scènes sur la Severn,. Quelques plans de Londres ont aussi été réalisés, où le siège anglais du Magisterium se trouve à l'emplacement du palais de Buckingham. Le village côtier de Trollesund, lui, a été construit dans une ancienne carrière de Llangynidr près de Crickhowell, au pays de Galles.
À Oxford, c'est New College qui sert de décor pour le Jordan College. À Cardiff, le Temple of Peace (en) sert d'inspiration pour l'appartement de Mrs Coulter ainsi que de décor pour l'Institut Royal Arctique, et le Crown Building (en) sert de décor pour le siège anglais du Magisterium.
Pour la saison 2, des scènes sont tournées au Pitt Rivers Museum d'Oxford.
Le tournage de la troisième saison a repris en juin 2021 et présente de nouveaux décors, tels que : le jardin botanique de l'université d'Oxford, la chapelle de Saint Govan (Pays de Galle), le Dunraven Castle (en), la vallée de Guadalhorce, la province de Malaga (Andalousie) et la chaîne de montagnes de Grazalema censé représenter le monde des Mulefas. La ville de Salzbourg, en Autriche, sert quant à elle d'inspiration pour la Genève du monde de Lyra, où la forteresse de Hohensalzburg est remplacée par le Collège Saint-Jérôme où siège la Cour de Discipline Consistoriale du Magisterium,.

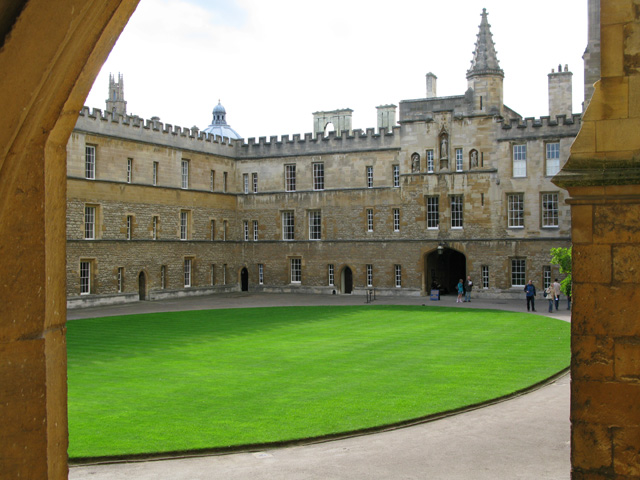
La cour de New College apparaît comme étant Jordan College.
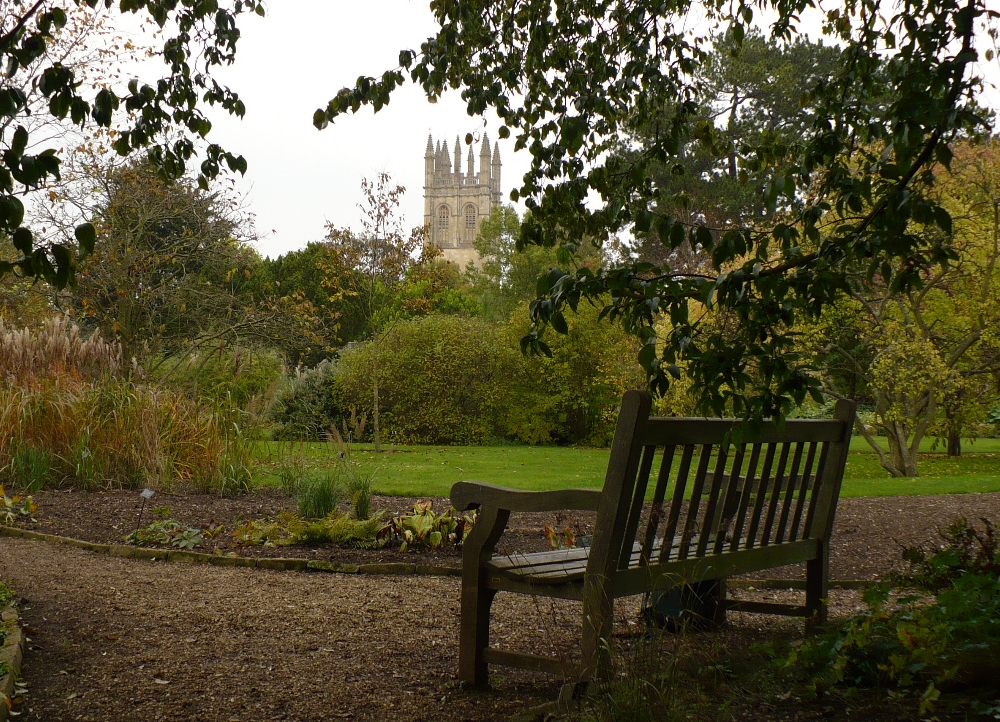
Le banc du Jardin Botanique d'Oxford où Will et Lyra se retrouvent tous les ans après leur séparation.
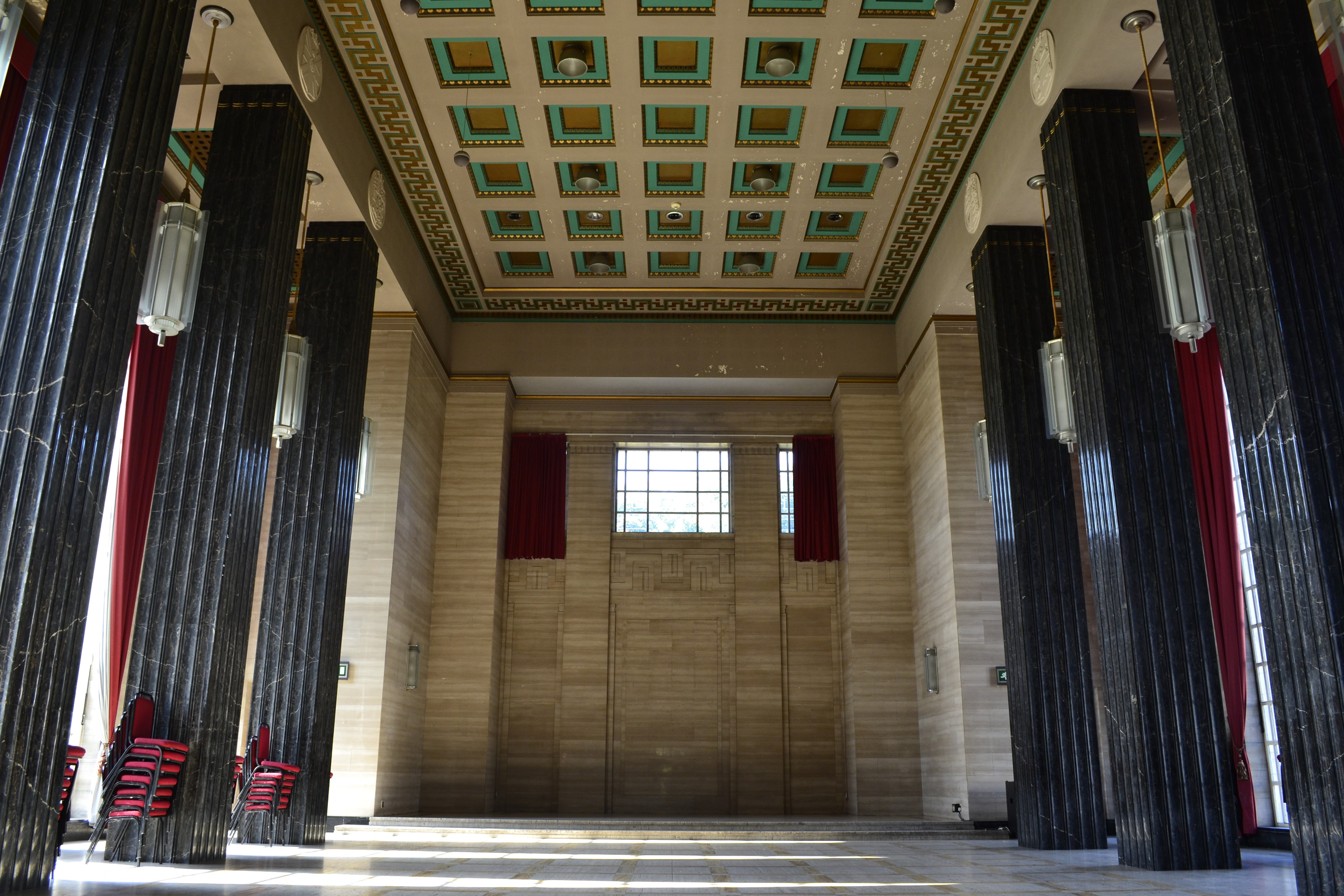
L'intérieur du Temple of Peace (en) apparaît comme étant l'Institut Royal Arctique.
Le Pitt Rivers Museum fait une apparition dans la deuxième saison.
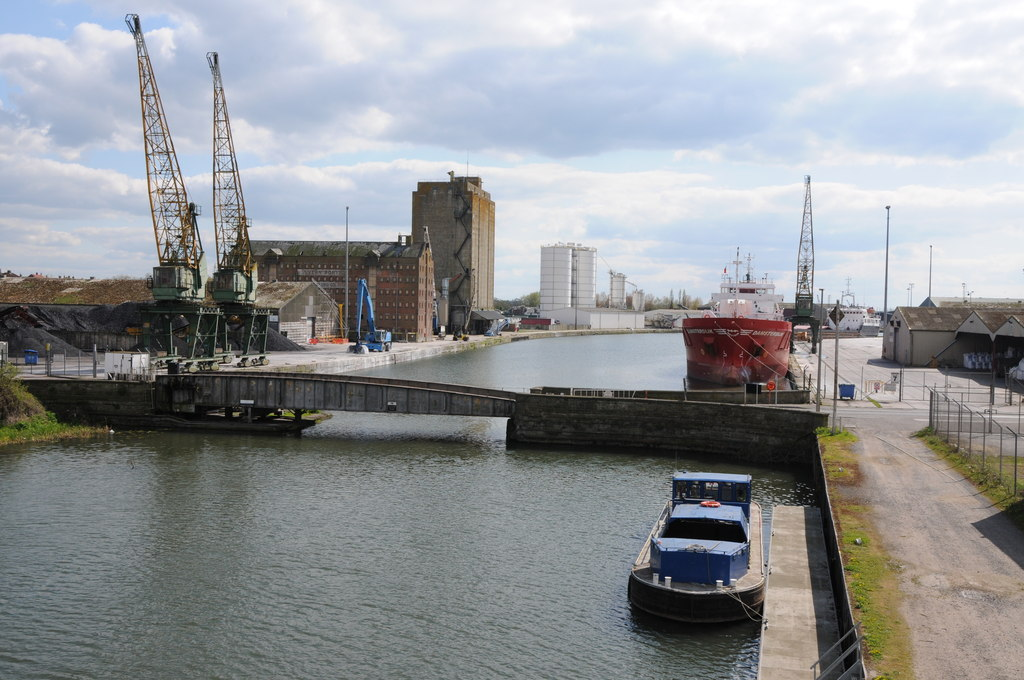
Le port de Sharpness apparaît comme étant les docks des Gitans.
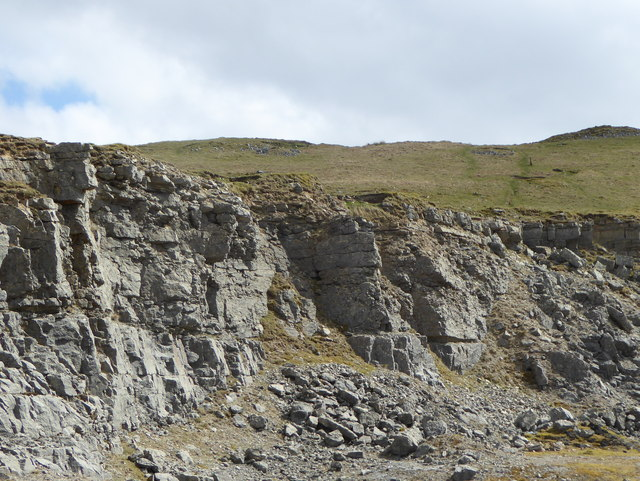
Le village de Trollesund a été construit sur le site d'une ancienne carrière au pays de Galles.
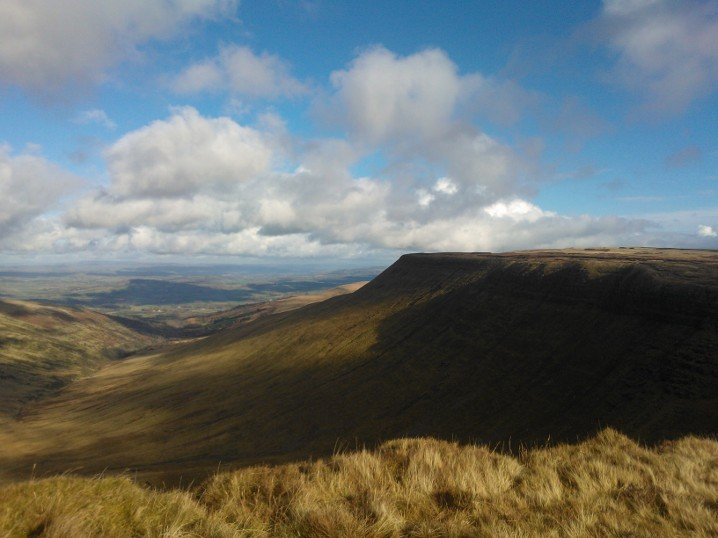
Brecon Beacons apparaît comme étant le Grand Nord (saison 1) et la République des Cieux d'Asriel (saison 3).
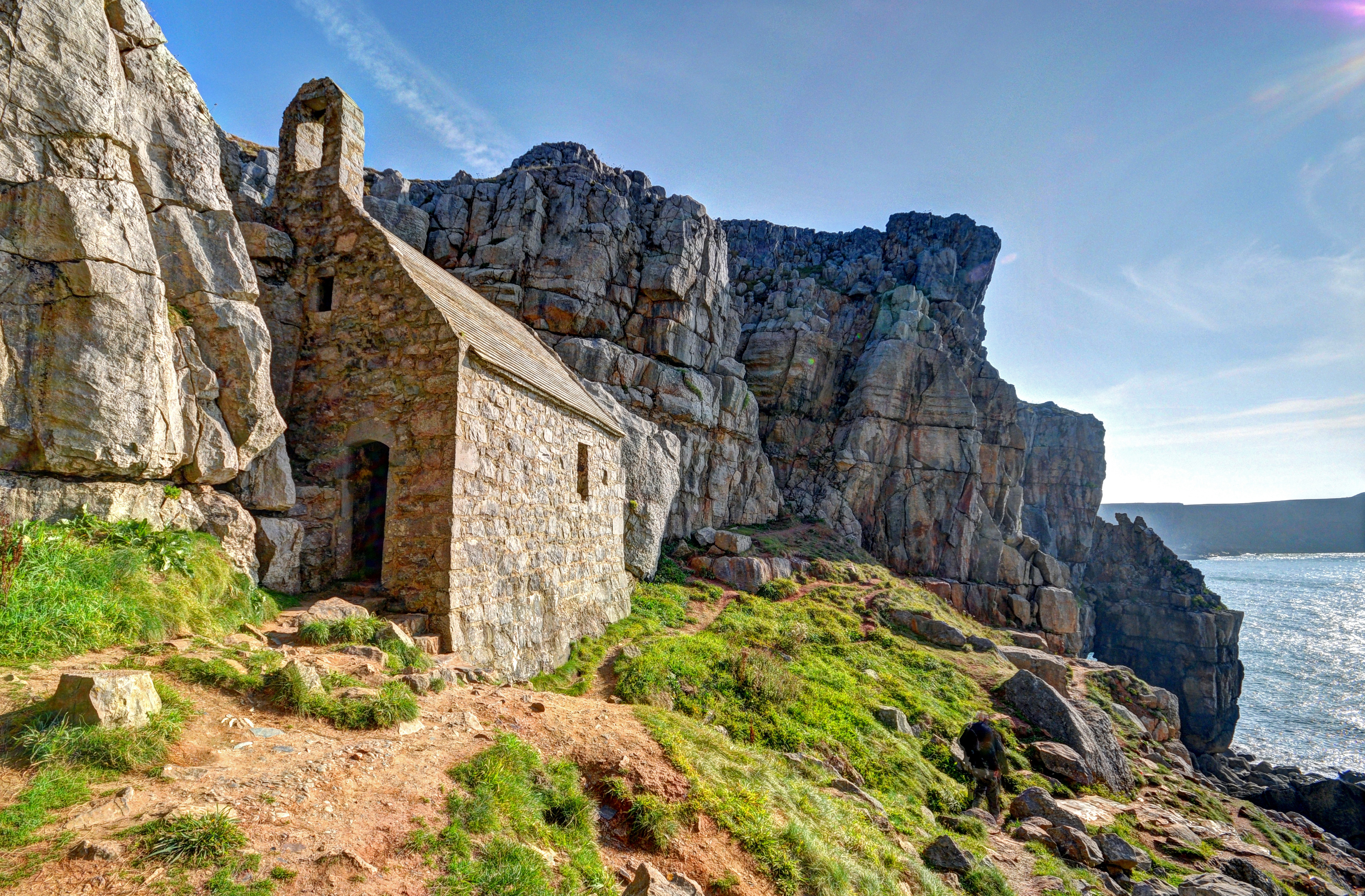
La chapelle de Saint Govan, qui sert de refuge à Marisa Coulter et sa fille.
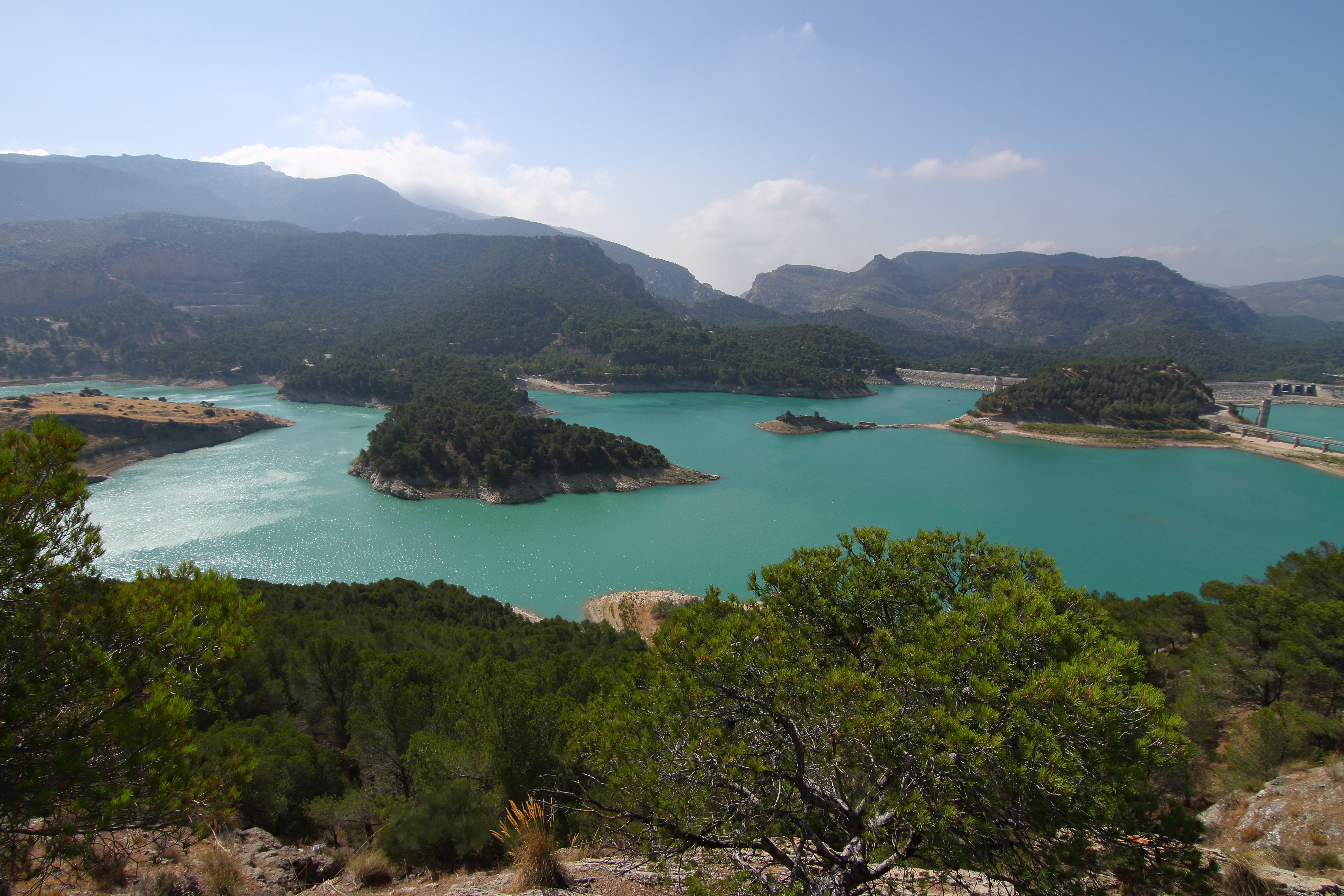
Le réservoir de Guadalhorce apparaît comme étant le monde des Mulefas.
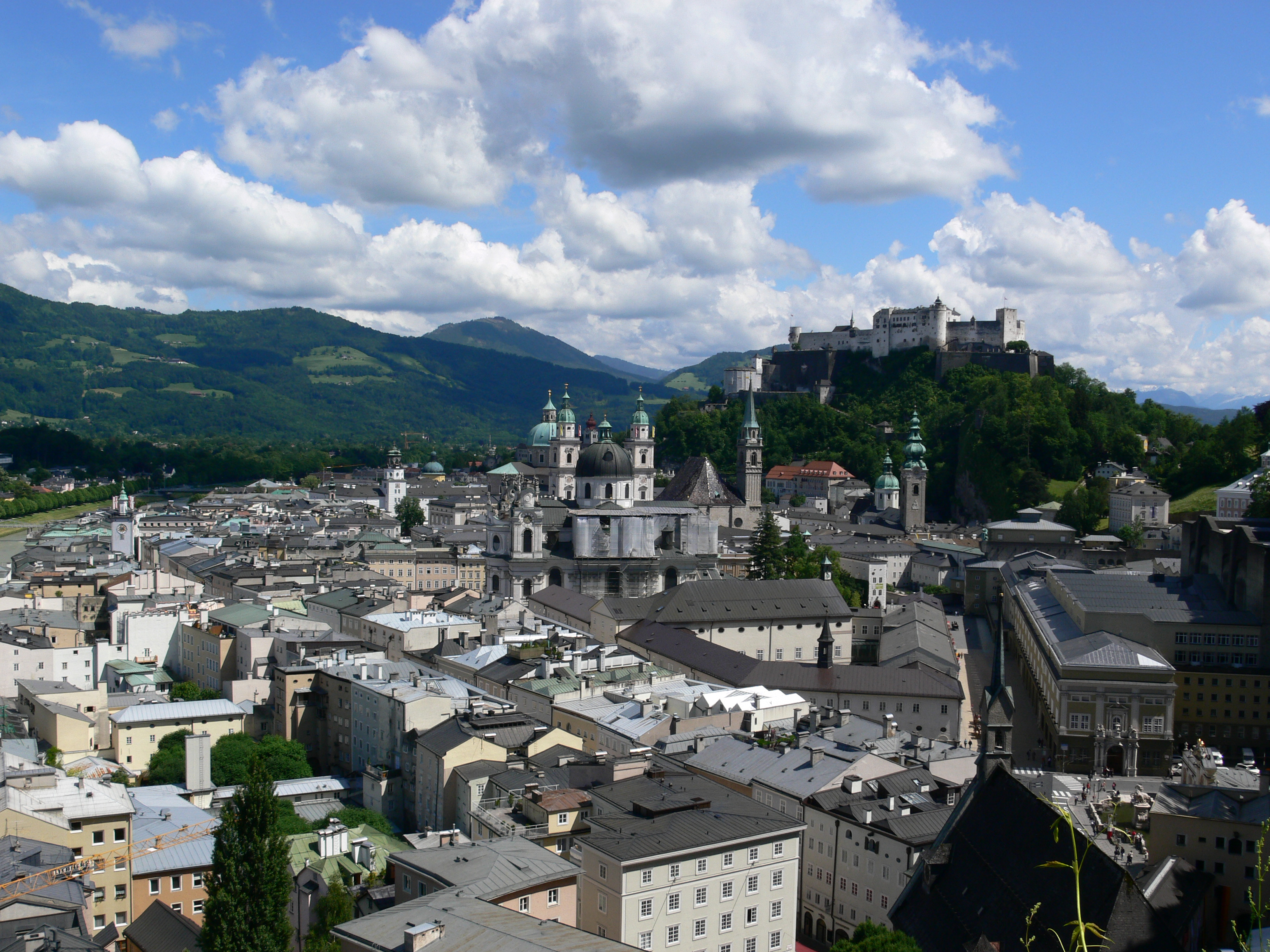
La ville de Salzbourg (Autriche) apparaît comme étant le siège du Magisterium à Genève.

### Musique

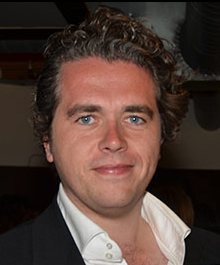
Lorne Balfe.

Lorne Balfe est annoncé comme compositeur de la série le 14 juin 2019. Pour la première saison, deux albums sortent : une anthologie musicale de 20 titres présentant les thèmes principaux de la saison et des personnages, et un autre album de 33 titres contenant les musiques entendues dans les différents épisodes. L'enregistrement a principalement eu lieu au St David's Hall à Cardiff (Pays de Galles), avec le BBC National Orchestra of Wales. Le chœur, lui, a été enregistré en Bulgarie avec des sessions à distance supplémentaires déroulées au Synchron Scoring Stage à Vienne (Autriche). Ont participé à la musique la violoncelliste Tina Guo, le batteur Chad Smith, la joueuse de cor Sarah Willis et la violoniste Lindsey Stirling.
Silva Screen Records publie digitalement ces deux albums respectivement les 3 novembre et 20 décembre 2019.
L'album de la seconde saison regroupe les nouveaux titres anthologiques (au nombre de 9) ainsi que les musiques des épisodes, avec un total de 44 titres. L'enregistrement de l'album, selon Balfe, a « eu ses défis en raison du Covid » et lui a permis de « plonger dans l'univers musical de Cittàgazze ». L'album sort digitalement le 20 décembre 2020.
La bande originale His Dark Materials: Series 2 a reçu trois nominations en 2020 : IFMCA pour la meilleure bande originale pour une série télévisée, OFTA Television Society UK pour les meilleurs nouveaux thèmes musicaux dans une série, et RTS Craft & design Award pour Lorne Balfe et son thème principal.
En 2020, Lorne Balfe a été nommé au ASCAP Film and Television Music Awards pour le thème principal de télévision de l'année. En 2021, il est de nouveau nommé au ASCAP pour le compositeur de télévision de l'année et le thème principal de télévision de l'année.
Pour la saison 3, il est annoncé par Silva Screen Records qu'encore une fois deux albums seront produits : une anthologie musicale de quatorze nouveaux titres, dont la sortie digitale est faite le 2 décembre 2022, ainsi qu'un album regroupant les titres entendus dans la saison.

### Fiche technique
Sauf indication contraire, les informations mentionnées dans cette section peuvent être confirmées par la base de données cinématographiques IMDb,  présente dans la section « Liens externes ».
- Titre original : His Dark Materials
- Titre français : His Dark Materials : À la croisée des mondes[29]
- Création : Philip Pullman (romans)
- Réalisation : Tom Hooper, Dawn Shadforth (en), Otto Bathurst (en), Euros Lyn, Jamie Childs, William McGregor (en) et Anthony Byrne
- Scénario : Jack Thorne, Namsi Khan, Francesca Gardiner, d'après la trilogie romanesque éponyme de Philip Pullman
- Direction artistique : Jon Horsham, Dan Martin et Robyn Paiba
- Décors : Joel Collins
- Costumes : Caroline McCall
- Photographie : Justin Brown, David Higgs, David Luther et Suzie Lavelle
- Montage : Niven Howie, David Fisher, Stephen Haren, Dan Roberts, Nick Arthurs et Chris Gill
- Musique : Lorne Balfe
- Casting : Kahleen Crawford et Danny Jackson
- Effets spéciaux : Jade Poole, Dominic Blake, Dominic Allan, Ross McCluskey, Jack Taylor, Dave Kneath, Max Burslem, et Arran Glasser
- Production : Dan McCulloch (en), Jane Tranter (en), Julie Gardner, Toby Emmerich, Carolyn Marks Blackwood (en), Bethan Jones et Deborah Forte (en)
  - Producteur délégué : Philip Pullman
- Sociétés de production : New Line Cinema, Bad Wolf (en) et HBO
- Sociétés de distribution : BBC One (Royaume-Uni) et HBO (États-Unis) ; OCS (France et Suisse) et BeTV (Belgique)
- Pays d'origine :  Royaume-Uni
- Langue originale : anglais
- Format : couleur - 2:1 4K UHDTV
- Genres : fantasy, aventure
- Classification :
  - États-Unis : TV-14[30]

## Diffusion
La série est diffusée en première le 3 novembre 2019 sur BBC One, le 4 novembre 2019 sur HBO aux États-Unis,, et le 5 novembre 2019 sur OCS City en France et Super Écran au Québec.

## Épisodes

### Première saison (2019):Les Royaumes du Nord(Northern Lights)
1. Jordan collège (Lyra's Jordan)
2. Images du Nord (The Idea of North)
3. Les Espions (The Spies)
4. L'Armure (Armour)
5. Le Garçon perdu (The Lost Boy)
6. Démons en cage (The Dæmon-Cages)
7. Combat à outrance (The Fight to the Death)
8. Trahison (Betrayal)

### Seconde saison (2020):La Tour des anges(The Subtle Knife)
La seconde saison suit les événements du tome 2, qui se déroulent seulement quelques jours après la fin du tome 1.
Pour cette raison et parce qu'à son âge, le physique de Dafne Keen — qui interprète le rôle de Lyra — change rapidement, le tournage de la saison 2 a suivi celui de la saison 1 et s'est achevé en novembre 2019. S'il avait fallu attendre dix-huit mois de plus pour tourner, elle n'aurait pas pu incarner un personnage qui effectue son passage vers l'adolescence, point-clé du roman.
Cette seconde saison devait initialement comporter huit épisodes. L'épisode 8 devait être consacré au personnage de Lord Asriel mais la diffusion fut annulée à cause de la pandémie de Covid-19.
La diffusion de la saison a débuté le 8 novembre 2020 au Royaume-Uni et le 16 novembre 2020 aux États-Unis.
1. La Ville des pies (The City of Magpies)
2. La Caverne (The Cave)
3. Le Voleur (Theft)
4. La Tour des anges (Tower of the Angels)
5. L'Érudite (The Scholar)
6. Malveillance (Malice)
7. Æsahættr (Æsahættr)

### Troisième saison (2022):Le Miroir d'ambre(The Amber Spyglass)
La série est renouvelée en décembre 2020 pour une troisième et dernière saison qui comportera huit épisodes. Cette saison suivra la trame du troisième tome : Le Miroir d'ambre. Le 22 juin 2021, le tournage de la troisième saison a officiellement commencé, et se termine le 28 novembre 2021. Les deux premiers épisodes de la saison 3 sortent le 5 décembre 2022 sur HBO, le 6 décembre sur OCS et le 18 décembre sur BBC One.
1. La Dormeuse Envoûtée (The Enchanted Sleeper)
2. La Lame Brisée (The Break)
3. Le Vaisseau d'Intentions (The Intention Craft)
4. Lyra et sa Mort (Lyra and Her Death)
5. Sans issue (No Way Out)
6. L'Abîme (The Abyss)
7. La Montagne Nébuleuse (The Clouded Mountain)
8. Le Jardin Botanique (The Botanic Garden)

## Accueil

### Réception critique
| Saison | Saison | Critiques           | Critiques          |
| Saison | Saison | Rotten Tomatoes     | Metacritic         |
| ------ | ------ | ------------------- | ------------------ |
|        | 1      | 77% (114 critiques) | 69% (22 critiques) |
|        | 2      | 85% (33 critiques)  | 71% (4 critiques)  |
|        | 3      | 90% (21 critiques)  | 77% (12 critiques) |

#### Première saison
La première saison reçoit des critiques généralement positives de la part des critiques. Sur Rotten Tomatoes, elle se voit attribuer un score de 77 % basé sur 114 critiques, et le consensus critique s'exprime en ces termes : « Le daemon est dans les détails, et bien que la splendeur visuelle et les performances exceptionnelles de His Dark Materials capturent habilement l'essence des romans fondateurs de Philip Pullman, la série pourrait utiliser un peu plus de magie. », Sur Metacritic, la saison reçoit un score de 69 sur 100 basé sur 22 critiques de nature « généralement favorable ». Sur Allociné, la saison reçoit une note moyenne de 4 étoiles sur 5, basée sur 204 notes.

#### Deuxième saison
La deuxième série reçoit des critiques généralement positives de la part des critiques. Sur Rotten Tomatoes, on lui attribue un score de 85 % basé sur 33 critiques, et le consensus critique s'exprime en ces termes : « Le noyau émotionnel froid et l'imposante complexité de His Dark Materials ont peu de chances de gagner les non-convertis, mais sa deuxième saison récompense les fidèles avec des valeurs de production impeccables et des sensations cérébrales. », Sur Metacritic, la saison 2 reçoit un score de 71 sur 100, basé sur 4 critiques de nature « généralement favorable ». Sur Allociné, la saison reçoit une note moyenne de 4 étoiles sur 5, basée sur 117 notes.

#### Troisième saison
La troisième et dernière série reçoit encore une fois des critiques généralement positives de la part des critiques. Sur Rotten Tomatoes, on lui attribue un score de 90 % basé sur 21 critiques, et le consensus critique s'exprime en ces termes : « Dans peut-être sa saison la plus émouvante, le dernier épisode de His Dark Materials récompense ses téléspectateurs avec une conclusion déchirante digne de cette adaptation fidèle. » Sur Metacritic, la saison 3 reçoit un score de 77 sur 100, basé sur 12 critiques de nature « généralement favorable ». Sur Allociné, la saison reçoit une note moyenne de 3,8 étoiles sur 5, basée sur 50 notes.
Stuart Jeffries pour The Guardian donne 4 étoiles sur 5 à cette dernière saison, en louant les effets visuels et les performances d'acteurs, notamment celle de Ruth Wilson qu'il qualifie d'« aussi séduisante que Satan » et qu'il compare à un mélange entre Margaret Thatcher et Cruella d'Enfer.

### Distinctions

#### Récompenses
- Annie Awards 2020 :
  - Meilleure animation de personnage pour la télévision pour Aulo Licinio[49].
- British Academy Television Awards 2020 :
  - Meilleurs effets spéciaux, visuels et graphiques[50].
  - Élastique et peinture pratique (Elastic, Painting Practice) pour les titres et l'identité graphique[51].

#### Nominations
- British Academy Television Awards 2020[52] :
  - Meilleure conception de costumes pour Caroline McCall.
  - Meilleure photographie et éclairage dans une fiction pour Suzie Lavelle.
  - Meilleur son dans une fiction pour Dillon Bennett, Jon Thomas, Gareth Bull et James Ridgeway.
- Satellite Awards 2020 :
  - Meilleure série télévisée de genre[53].
- Visual Effect Society Awards 2020 :
  - Effets visuels exceptionnels dans un épisode photoréaliste[54].
- Satellite Awards 2021 :
  - Meilleure série télévisée de genre.
- Saturn Awards 2021 :
  - Meilleure présentation télévisée (moins de 10 épisodes)[55].